# Loi de Landau-Teller
La loi de Landau-Teller décrit la relaxation d'un degré de liberté vibrationnel d'une molécule vers son état d'équilibre en utilisant un temps caractéristique.

## Le phénomène de déséquilibre vibrationnel
Les molécules possèdent un ou plusieurs degrés de liberté en vibration. Chacun d'entre eux est caractérisé par une énergie, souvent exprimée sous forme équivalente de température vibrationnelle.
Les collisions suffisamment énergétiques dans un milieu gazeux peuvent être la source d'un déséquilibre (différence entre la température de translation et la température de vibration) par échange d'énergie interne vibration-translation. Ce phénomène a été caractérisé expérimentalement dans l'air par Millikan et White,. Ce phénomène avait déjà fait l'objet d'une discussion par James Jeans dès 1903. Lev Landau et Edward Teller ont donné en 1936 une solution approchée qui fait référence. Elle a été supplantée par la loi SSH (Robert N. Schwartz, Zaka I. Slawsky, Karl Herzfeld) en 1952,, plus générale.

## La méthode de Landau et Teller

### Choix d'un potentiel
Le modèle adopté par Landau et Teller est constitué d'un atome A entrant en collision avec une molécule diatomique BC assimilée à un oscillateur harmonique. La distance B-C est  {\displaystyle r}  et la distance de A au centre de gravité de BC est  {\displaystyle R} . La trajectoire de A est alignée avec l'axe BC et la durée  {\displaystyle \tau }  de l'évènement est supposé grand devant la période d'oscillation de la molécule.
Le potentiel utilisé est un potentiel exponentiel
{\displaystyle U(R,r)=ae^{-{\frac {R_{AB}}{b}}}\,,\quad R_{AB}=R-{\frac {m_{B}}{m_{A}+m_{B}}}\,r}
où  {\displaystyle m}  est la masse et  {\displaystyle a,b}  des paramètres du potentiel. Pour une molécule à l'équilibre  {\displaystyle r=r_{eq}}  et le potentiel est donné par :
{\displaystyle U(R)=ce^{-{\frac {R}{b}}}\,,\quad c=ae^{-{\frac {m_{B}\,r_{eq}}{b\,(m_{A}+m_{B})}}}}

### Transitions vibrationnelles
Ce potentiel permet de calculer les probabilités de transition d'un état vibrationnel à son voisin  {\displaystyle n'\to n'\pm 1}  (seules possibles) :
{\displaystyle P_{n',n'+1}\propto (n'+1)P_{0,1}(\omega ,E)\,,\quad P_{0,1}=e^{-2\omega \tau (E)}}
où  {\displaystyle \omega }  est la pulsation de vibration de la molécule,  {\displaystyle E}  l'énergie translationnelle du système et  {\displaystyle \tau (E)}  une fonction ayant la dimension d'un temps, à déterminer.
En utilisant la méthode du point col pour moyenner on obtient les coefficients de transition entre niveaux :
{\displaystyle k_{n',n'+1}=(n'+1){\overline {P_{0,1}}}\,,\quad {\overline {P_{0,1}}}\propto e^{-2\omega \tau (E^{*})-{\frac {E^{*}}{E}}}}
où  {\displaystyle E^{*}(\omega ,E)}  est donné par :
{\displaystyle 2\omega \left.{\frac {\mathrm {d} \tau }{\mathrm {d} E}}\right|_{E=E^{*}}+{\frac {1}{k_{B}T}}=0}
Dans l'hypothèse  {\displaystyle \omega \tau >>1}  on obtient :
{\displaystyle \tau (E)=\pi c\left({\frac {\mu }{2E}}\right)^{\frac {1}{2}}}
où  {\displaystyle \mu }  est la masse réduite du système A+BC et  {\displaystyle k_{B}}  la constante de Boltzmann.
Le système s'écrit donc en passant aux températures :
{\displaystyle {\begin{array}{rcl}k_{n',n'+1}(T)&=&(n'+1)k_{0,1}(T)\\k_{0,1}(T)&=&A_{0,1}(T)e^{-3\left({\frac {T_{LT}}{T}}\right)^{\frac {1}{3}}}\end{array}}}
Le facteur pré-exponentiel  {\displaystyle A_{0,1}}  varie faiblement avec la température si  {\displaystyle \hbar \omega <<k_{B}T} , {\displaystyle \hbar }  étant la constante de Planck réduite. La température de Landau-Teller vaut :
{\displaystyle T_{LT}={\frac {\pi ^{2}\omega ^{2}\mu c^{2}}{2k_{B}}}}
Cette forme particulière des coefficients de transition est motivée par le problème lié au choix du potentiel pour lequel  {\displaystyle k_{n'+1,n'}=k_{n',n'+1}} , ce qui contredit la relation d'équilibre thermodynamique  {\displaystyle {\frac {k_{n',n'+1}}{k_{n'+1,n'}}}=e^{-{\frac {\hbar \omega }{k_{B}T}}}} . Le système pour les transitions d'énergies décroissantes s'écrit :
{\displaystyle {\begin{array}{rcl}k_{n'+1,n'}(T)&=&(n'+1)k_{1,0}(T)\\k_{1,0}(T)&=&A_{1,0}(T)e^{-3\left({\frac {T_{LT}}{T}}\right)^{\frac {1}{3}}}\end{array}}}
La relation  {\displaystyle {\frac {A_{0,1}}{A_{1,0}}}=e^{-{\frac {\hbar \omega }{k_{B}T}}}}  est vérifiée.

### Bilan détaillé

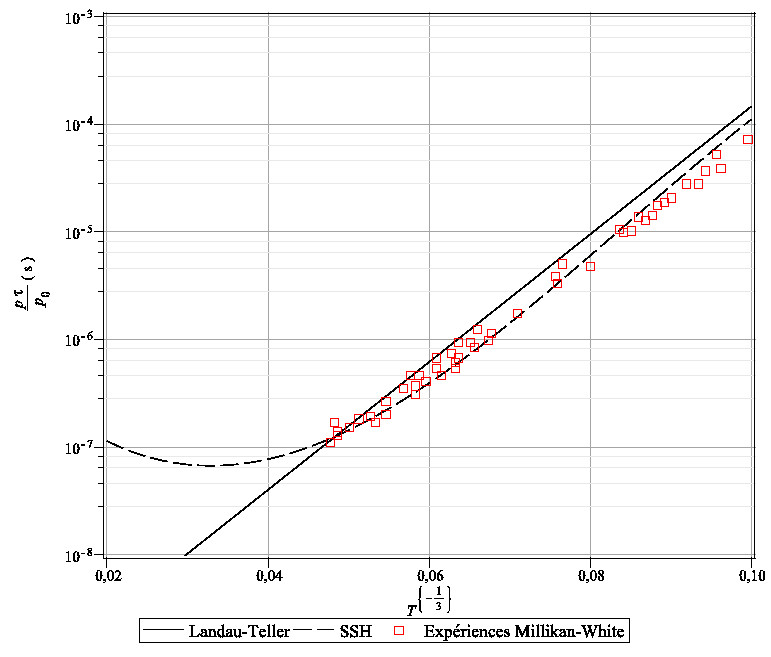
Loi de Landau-Teller pour la relaxation dans l'oxygène. Comparaison avec les mesures de Millikan et White et la théorie SSH. est la pression de référence.

En utilisant le principe du bilan détaillé on peut alors écrire une équation maîtresse pour les populations des niveaux vibrationnels :
{\displaystyle {\frac {\mathrm {d} N_{n}(t)}{\mathrm {d} t}}=\sum _{n'\neq n}k_{n',n}N_{n'}(t)-\left(\sum _{n'\neq n}k_{n,n'}\right)N_{n}(t)}
Ce système relaxe vers les populations d'équilibre donnée par la statistique de Maxwell-Boltzmann :
{\displaystyle N_{n}^{eq}={\frac {e^{-{\frac {n\hbar \omega }{k_{B}T}}}}{1-e^{-{\frac {\hbar \omega }{k_{B}T}}}}}}
Le potentiel utilisé est tel que les énergies propres de l'oscillateur sont équidistantes. Cette propriété permet d'écrire pour l'énergie vibrationnelle moyenne  {\displaystyle {\overline {E}}_{vib}(t)=\sum _{n}E_{n}N_{n}}  :
{\displaystyle {\frac {\mathrm {d} {\overline {E}}_{vib}}{\mathrm {d} t}}=-{\frac {1}{\tau _{vib}}}\left({\overline {E}}_{vib}-{\overline {E}}_{eq}\right)}
avec :
{\displaystyle {\begin{array}{rcl}{\overline {E}}_{eq}&=&{\frac {\hbar \omega e^{-{\frac {\hbar \omega }{k_{B}T}}}}{1-e^{-{\frac {\hbar \omega }{k_{B}T}}}}}\\{\frac {1}{\tau _{vib}}}&=&\rho \,k_{1,0}\left(1-e^{-{\frac {\hbar \omega }{k_{B}T}}}\right)\end{array}}}
où  {\displaystyle \rho }  est la densité numérique de systèmes partenaires dans le milieu.
Ce type d'équation linéaire pour le retour à l'équilibre d'un système thermodynamique a été souvent utilisé sans justification, par exemple dans la méthode de Bhatnagar-Gross-Krook pour l'équation de Boltzmann.